# Зона цементації
Зона цементації (рос. зона вторичного обогащения, англ. belt of cementation, cementation zone; нім. Zementationszone f) — верхня частина сульфідних родовищ, розташована під зоною окиснення (під залізною шапкою), нижче рівня ґрунтових вод. При взаємодії розчинених у воді солей з первинними сульфідами утворюються вторинні сульфіди, головним чином міді (халькозин, ковелін, борніт). Глибина зони цементації десятки, іноді сотні метрів. Зона цементації — найцінніша частина колчеданних (сульфідних) родовищ.
Син. — зона вторинного збагачення.